# Легка атлетика на Спартакіаді УСРР 1924
Змагання з легкої атлетики на Спартакіаді УСРР 1924 року відбулись 14-24 серпня в Харкові на спортивному майданчику колишнього «Гельферіх-Саде».
Легкоатлетична програма спартакіади складалася з шестиборства для чоловіків (біг на 100 і 1500 м, стрибки у довжину й висоту з розбігу, метання диска й штовхання ядра) і триборства для жінок (біг на 60 , стрибок у висоту з розбігу і метання диска). Команди губернських міст розподілили на 2 групи. Першу складали Київ, Харків і Одеса, другу — решта міст. Одесити виставили неповну команду, а кияни взагалі не прибули на Спартакіаду, таким чином командну першість у першій групі було розіграно між Харковом та Кримом (перемогла команда Харкова). У другій групі перемогу у суперництві з Катеринославом здобула збірна Чернігова. Після командних змагань було розіграно особисту першість з класичних видів легкої атлетики. У змаганнях відзначився Василь Калина, що виборов першість в багатоборстві, а також посів 7 перших місця в окремих видах легкої атлетики.
Як і минулорічної спартакіади республіки, вага снарядів у жіночих метальних дисциплінах відрізнялась від загальноприйнятих на сьогодні параметрів: ядро (5 кг проти сучасних 4 кг), диск (1,5 кг проти 1 кг), спис (800 г проти 600 г).

## Медалісти

### Чоловіки
| Дисципліни                | Золото                                              | Золото                        | Срібло                                                      | Срібло                      | Бронза                                                           | Бронза                      |
| ------------------------- | --------------------------------------------------- | ----------------------------- | ----------------------------------------------------------- | --------------------------- | ---------------------------------------------------------------- | --------------------------- |
| 100 метрів                | Василь Калина Полтава                               | 11,6                          | Шнірман Катеринослав                                        | 11,9                        | Чекмарьов Харків                                                 | 12,5                        |
| 200 метрів                | Василь Калина Полтава                               | 23,2 NR                       | Федір Шалько Харків                                         | 24,0                        | Чекмарьов Харків                                                 | 24,8                        |
| 400 метрів                | Василь Калина Полтава                               | 54,6                          | Федір Шалько Харків                                         | 56,0                        | Чекмарьов Харків                                                 | 57,5                        |
| 800 метрів                | Фортунатов Харків                                   | 2.12,5                        | Маляренко Харків                                            | 2.15,3                      | Віктор Стариков Харків                                           | 2.16,0                      |
| 1500 метрів               | Медведєв Чернігів                                   | 4.39,0                        | Шелекетін Харків                                            | 4.40,1                      | Маляренко Харків                                                 | 4.40,3                      |
| 5000 метрів               | Милославський Катеринослав                          | 19.45,8                       | Жетвін Крим                                                 | 19.45,8                     | —                                                                | —                           |
| 110 метрів з бар'єрами    | Федір Шалько Харків                                 | 18,6 NR                       | Вадим Снетенчук Житомир                                     | 20,0                        | Леонід Калашников Катеринослав                                   | 20,7                        |
| 4×100 метрів              | Чернигів Горський-Аронштейн Жданович Ланько Мельник | 51,0                          | Катеринослав Шнірман Леонід Калашников Ямчицький Панкрат'єв | 52,5                        | Харків Чекмарьов Віктор Стариков Маляренко Олександр Шпаковський | 56,0                        |
| 3×1000 метрів             | Харків Віктор Стариков Маляренко Фортунатов         | 8.56,5                        | Чернигів Мельник Горський-Аронштейн Медведєв                | 9.06,8                      | Катеринослав Леонід Калашников Ямчицький Милославський           | 9.16,0                      |
| Стрибки у висоту          | Федір Шалько Одеса                                  | 1,65 м NR                     | Євдокименко Крим                                            | 1,62 м                      | Литвак Одеса                                                     | 1,60 м                      |
| Стрибки у висоту з місця  | Василь Калина Полтава                               | 1,40 м                        | Фортунатов Харків                                           | 1,35 м                      | Красніков Крим                                                   | 1,35 м                      |
| Стрибки з жердиною        | Федір Шалько Одеса                                  | 2,85 м                        | Євдокименко Крим                                            | 2,50 м                      | Вадим Снетенчук Житомир                                          | 2,405 м                     |
| Стрибки у довжину         | Василь Калина Полтава                               | 5,74 м                        | Михайло Макєєв Харків                                       | 5,44 м                      | Ланько Чернигів                                                  | 5,285 м                     |
| Стрибки у довжину з місця | Василь Калина Полтава                               | 2,87 м                        | Красніков Крим                                              | 2,725 м                     | Палєм Харків                                                     | 2,685 м                     |
| Потрійний стрибок         | Вадим Снетенчук Житомир                             | 11,54 м                       | Михайло Макєєв Харків                                       | 11,41 м                     | Константинов Крим                                                | 11,25 м                     |
| Потрійний стрибок з місця | Василь Калина Полтава                               | 9,13 м NR                     | Федір Шалько Одеса                                          | 8,415 м                     | Фортунатов Харків                                                | 8,365 м                     |
| Штовхання ядра            | Леонід Калашников Катеринослав                      | 18,015 м (9,39 м + 8,625 м)   | Хорошевський Катеринослав                                   | 17,715 м (9,54 м + 8,175 м) | Жданович Чернигів                                                | 16,95 м (8,82 м + 8,13 м)   |
| Метання диска             | Михайло Макєєв Харків                               | 56,21 м (31,795 м + 24,415 м) | Жданович Чернигів                                           | 54,87 м (28,82 м + 26,05 м) | Зверєв Житомир                                                   | 50,95 м (28,50 м + 22,45 м) |
| Метання списа             | Вадим Снетенчук Житомир                             | 68,85 м (40,11 м + 27,74 м)   | Григор'єв Житомир                                           | 64,34 м (40,22 м + 24,12 м) | Василь Калина Полтава                                            | 59,67 м (36,10 м + 23,57 м) |
| Десятиборство             | Федір Шалько Одеса                                  | 4394,05 очка                  | Вадим Снетенчук Житомир                                     |                             | Леонід Калашников Катеринослав                                   |                             |
| Шестиборство              | Василь Калина Полтава                               | 3208,9 очка                   | Леонід Калашников Катеринослав                              | 2826,865 очка               | Федір Шалько Одеса                                               | 2821,69 очка                |

### Жінки
| Дисципліни                | Золото                                   | Золото                        | Срібло                                    | Срібло                      | Бронза                                    | Бронза                       |
| ------------------------- | ---------------------------------------- | ----------------------------- | ----------------------------------------- | --------------------------- | ----------------------------------------- | ---------------------------- |
| 60 метрів                 | В. Данилова Харків                       | 8,3                           | Замська Харків                            | 8,3                         | Марія Лєдок Харків                        | 8,5                          |
| 500 метрів                | Марія Лєдок Харків                       | 1.30,8 NR                     | Грайцер Житомир                           | 1.45,0                      | Ворожейкіна Одеса                         | 1.45,8                       |
| 1000 метрів               | Марія Лєдок Харків                       | 3.46,8                        | С. Хавіна Чернигів                        | 4.06,2                      | —                                         | —                            |
| 3×60 метрів               | Харків-1 Марія Лєдок Замська В. Данилова | 25,6                          | Харків-2 А. Кулик Бредіс Таїсія Пузирьова | 26,0                        | —                                         | —                            |
| 3×100 метрів              | Харків-1 Марія Лєдок Замська В. Данилова | 42,8                          | Харків-2 Бредіс А. Кулик Таїсія Пузирьова | 45,7                        | Чернигів С. Лапкіна Н. Табахова Васильєва | 47,0                         |
| Стрибки у висоту          | Маєвська Харків                          | 1,30 м                        | Ворожейкіна Одеса                         | 1,25 м                      | Васильєва Чернигів                        | 1,20 м                       |
| Стрибки у висоту з місця  | Марія Лєдок Харків                       | 1,06 м                        | Маєвська Харків                           | 1,01 м                      | Ворожейкіна Одеса                         | 1,01 м                       |
| Стрибки у довжину         | Софія Шумська Катеринослав               | 4,47 м NR                     | Марія Лєдок Харків                        | 4,08 м                      | Н. Табахова Чернигів                      | 3,93 м                       |
| Стрибки у довжину з місця | Марія Лєдок Харків                       | 2,09 м                        | Ворожейкіна Одеса                         | 2,07 м                      | Замська Харків                            | 2,04 м                       |
| Штовхання ядра            | Ворожейкіна Одеса                        | 13,155 м (6,485 м + 6,47 м)   | Бредіс Харків                             | 11,835 м (6,40 м + 5,43 м)  | Богоявленська Чернигів                    | 11,69 м (6,14 м + 5,55 м)    |
| Метання диска             | Бредіс Харків                            | 29,91 м (15,97 м + 13,94 м)   | Ворожейкіна Одеса                         | 29,79 м (11,78 м + 18,01 м) | С. Лапкіна Чернигів                       | 27,11 м (16,29 м + 11,82 м)  |
| Метання списа             | Таїсія Пузирьова Харків                  | 37,405 м (22,465 м + 14,94 м) | Ворожейкіна Одеса                         |                             | Євтушенко Харків                          | 26,865 м (20,135 м + 6,73 м) |
| Триборство                | Юрченко Чернигів                         | 2076,2 очка                   | Таїсія Пузирьова Харків                   | 2017,75 очка                | В. Данилова Харків                        | 1948,45 очка                 |